# Христан, Герман Любомирович
Герман Любомирович Христан (род. 4 сентября 1986, Костромская область, РСФСР, СССР) — российский серийный убийца, некрофил, совершивший убийство в 2002 году в Костромской области и серию из 5 убийств в период с мая 2013 по сентябрь 2017 года в Ленинградской области и Санкт-Петербурге. В 2019 году Герман Христан был приговорен к пожизненному лишению свободы. Известен под прозвищем «Убийца-пироман».

## Биография

### Первое убийство
Герман Христан родился 4 сентября 1986 года на территории Костромской области. Детство и юность провел в социально неблагополучной обстановке. В начале 1990-х годов его родители развелись, после чего отец Германа ушел из дома и переехал на территорию Ленинградской области, где вскоре снова женился. После ухода отца Христан вместе с матерью остался жить в Костромской области. Мать Германа после развода стала вести маргинальный образ жизни и приобрела алкогольную зависимость, от осложнений которой умерла в 2000 году. После смерти матери органы опеки и попечительства поместили 14-летнего Христана в детский дом. Однако на территории учреждения Герман стал подвергаться нападкам со стороны других воспитанников детского дома, вследствие чего в 2001 году совершил побег. В 2002 году Христан вернулся в родную деревню, где начал вести бродяжнический образ жизни. В этот период его приютила 75-летняя односельчанка, которая состояла в знакомстве с его родителями. На территории дома женщины Герман проживал несколько месяцев. В середине 2002 года хозяйка дома уличила Германа в воровстве картофеля и варенья, после чего в ходе ссоры он совершил на нее нападение, в ходе которого убил 75-летнюю женщину, после чего совершил с ее трупом акт некрофилии и поджег тело с целью устранения улик.

### Новые преступления
Во время совершения преступления Герман не отличался предельной осторожностью, вследствие чего вскоре после совершения преступления был арестован. Будучи под давлением следствия он признал свою вину в совершении убийства. В декабре 2003 года во время судебного процесса Костромским областным судом он был признан виновным в совершении убийства и приговорён к 8 годам и 11 месяцам  лишения свободы. До 2005 года Герман Христан отбывал свой срок в воспитательной колонии, которую сменил на общий режим по достижении совершеннолетия. Администрация исправительной колонии в Костромской области, где он отбывал уголовное наказание, характеризовала его крайне отрицательно. Отмечалось, что Герман в период отбытия многократно подвергался дисциплинарным взысканиям, удалялся в карцер, поощрений не имел, трудиться не желал и был поставлен на учет как лицо, склонное к побегу. Отбыв свое уголовное наказание полностью, Герман Христан в декабре 2011 года вышел на свободу, после чего покинул Костромскую область и отправился к отцу. Его отец Любомир Христан в тот период проживал с женой в деревне Проба Всеволожского района Ленинградской области. Отец предоставил Герману жилье на территории бани, где он оборудовал себе комнату. В период проживания с отцом Герман нигде не работал и зарабатывал на жизнь сборкой и продажей металлолома, периодически совершая мелкие кражи. Односельчанами Герман Христан характеризовался отрицательно. Они отмечали, что Христан имел проблемы с коммуникабельностью, был неспособен поддерживать взаимоотношения с окружающими при отсутствии затруднений в их становлении и имел в своем характере такую отрицательную черту как импульсивность. 
В начале 2013 года Христан в попытке совершить кражу в одном из домовладений в деревне Проба нанес хозяину дома травмы, после чего был арестован. 11 февраля 2013 года был приговорен к 1 году лишению свободу условно за угрозу убийством и умышленное причинение легкого вреда здоровью. Герман снова вернулся к отцу, однако на этот раз отец прогнал его, вследствие чего до лета 2015 года Герман проживал в бане у своего знакомого, где он злоупотреблял алкогольными напитками. Летом 2015 года Христана попросили освободить помещение, но он выразил отказ, после чего хозяин дома обратился в правоохранительные органы. После этого отцу Германа пришлось пустить его на свой участок, где Герман снова поселился в бане.

### Серия убийств
11 мая 2013 года Герман Христан убил на территории Адмиралтейского района Санкт-Петербурга 67-летнего Андрея Маслова, которого нашли мёртвым в квартире дома № 29 на Гороховой улице. В день убийства Христан отдыхал в квартире Маслова вместе с ним и двумя их общими друзьями. После распития алкогольных напитков Христан поругался с Масловым и забил его до смерти, нанеся ему не менее 15 ударов тупым предметом в область головы и грудной клетки. Смерть мужчины наступила из-за множественных переломов костей скелета и сердечно-легочной недостаточности. Девушку, находившуюся в этот момент в квартире и ставшую свидетельницей убийства, Герман вынудил замыть следы крови и во время расследовании дать ложную информацию сотрудникам полиции о том, что Маслов пришёл с улицы с травмами, потому как его сбила машина. Смерть Маслова была признана результатом ДТП. Причастность Христана к этому убийству была установлена только в 2023 году.
6 января 2014 года Герман Христан явился в дом 57-летнего Владимира Кюльмясу, с которым ранее был знаком и совместно употреблял алкогольные напитки. Пользуясь его состоянием алкогольного опьянения, Христан похитил из дома Владимира вещи на общую сумму более 63 тысяч рублей, после чего поджег дом  изнутри и снаружи. Владимир Кюльмясу не проснулся и сгорел во сне. Герман Христан во время расследования сразу попал в число подозреваемых в совершении поджога, так как не успел покинуть место преступления и был обнаружен односельчанами и пожарными в тот момент, когда он, облитый водой, покидал дом Владимира Кюльмясу через окно. Христан утверждал, что хозяин уехал во Всеволожск и на момент пожара в доме отсутствовал. Согласно версии Христана, он оставался в пустом доме один, после чего уснул и проснулся уже в тот момент, когда в доме начался пожар. Несмотря на то, что после окончания пожара сотрудниками правоохранительных органов в одной из комнат дома были обнаружены обгоревшие останки Владимира Кюльмясу, следователи не стали предъявлять Герману Христану никаких обвинений, решив, что погибший мужчина задохнулся в дыму, будучи в состоянии алкогольного опьянения, несмотря на то, что в ходе расследования было установлено, что Герман не мог вылезти в окно, не заметив тела, через которое ему пришлось перелезть. 
Очередные убийства Герман Христан совершил также на территории деревни Проба 27 сентября 2017 года. Его жертвами стали соседи его отца — 56-летняя Марина и 54-летний Сергей Акушины, а также 90-летний отец Марины Акушиной — Николай, инвалид 1-й группы. Христан состоял в конфликте с Мариной Акушиной, которая на протяжении 2 лет требовала от него вернуть денежный долг. Помимо этого, Герман несколько раз был замечен семьей Акушиных в краже различных предметов с их домовладения, после чего во время одной из ссор Герман в присутствии нескольких свидетелей угрожал женщине убийством. Ранним утром 27 сентября 2017 года после очередного скандала Христан проник в дом Акушиных и несколько раз ударил ножом супругов, после чего они потеряли сознание. Христан вынес из дома Акушиных различные вещи и предметы, представляющие материальную ценность, после чего поджег дом, наблюдая за тем, как в огне горят еще живые люди. Результаты судебно-медицинской экспертизы впоследствии показали, что в момент поджога Марина и Сергей Акушины находились в бессознательном состоянии, но были ещё живы. 90-летний Николай, по версии следствия, во время пожара находился в сознании, но из-за проблем со здоровьем встать не сумел и сгорел заживо.

### Арест, следствие и суд
После обнаружения колото-резаных ран на теле супругов Акушиных, отдел по расследованию особо важных дел Следственного управления СК РФ по Ленинградской области возбудил уголовное дело по статье «убийство двух и более лиц». Практически сражу же Герман Христан стал основным подозреваемым и был арестован через несколько часов после совершения убийств вечером 27 сентября 2017 года. Во время тушения пожара и следственных действий Христан демонстрировал девиантное поведение. Он всячески мешал работе пожарных. Ольга Дедкова, сотрудница следственного отдела по особо важным делам Ленинградской области впоследствии вспоминала:
Он лег поперек входа в дом, около входного проема, двери уже не было, и просто лежал там. При этом сотрудникам приходилось его переступать, пытаясь растянуть шланги внутрь. Его пытались отогнать, он не уходил, говоря, что ему здесь лучше видно.
При обыске на участке отца Христана нашли мопед погибших. Другой уликой, изобличающей Христана в совершении убийства, стала кофта, которую носил Герман во время ареста. Она оказалось одеждой погибшей Марины Акушиной. На ней экспертами-криминалистами впоследствии были обнаружены пятна крови Акушиной, что впоследствии было подтверждено ДНК-экспертизой.
После ареста в полицию обратилась 17-летняя Катрин Кюльмясу — дочь убитого Владимира Кюльмясу. Девушка заявила сотрудникам правоохранительных органов, что 4 января 2014 года была вместе со своим приятелем в гостях у отца, где в тот момент находился Герман Христан. Согласно свидетельствам девушки, мужчины употребляли алкогольные напитки и между ним возникла ссора, в ходе которой ее отец обвинил Германа в многократных кражах продуктов из его дома. Евгения утверждала, что на следующий день после смерти отца она тайком залезла в баню, где проживал Христан, где обнаружила  вещи из дома ее отца, его телефон, в том числе кофту, которую сама же сшила. Девушка утверждала, что не стала обращаться в полицию, так как ей было всего лишь 14 лет и она испытывала боязнь расправы со стороны Германа Христана и членов его семьи. В 2017 году после ареста Германа в ходе обыска его комнаты среди найденных у него вещей были обнаружены зеленая кофточка с изображенным на груди драконом и старая куртка, которые были опознаны Евгенией как принадлежавшие ей. Старый застиранный женский сарафан, обнаруженный в бане Христана, по словам девушки, принадлежал ее матери, в ту пору жившей отдельно от бывшего мужа, после чего была установлена причастность Христана к совершению убийства Владимира Кюльмясу, и ему в конечном итоге было предъявлено обвинение.
Еще один житель деревни Проба Алексей Емельянов заявил полиции после ареста Христана, что в апреле 2016 года после совместного распития алкогольных напитков в бане Герман пытался его убить. По словам потерпевшего, Христан совершил на него нападение, в ходе которого избил его, после чего похитил у него ноутбук и ушел. Емельянов утверждал, что уснул в бане, но вскоре проснулся от того, что на нем горела одежда, после чего он выбежал на улицу и содрал с себя горящие фрагменты одежды. По словам Алексея, во время пожара Христан сидел напротив него и смеялся. Помимо синяков и ушибов, у мужчины в ходе медицинского обследования были зафиксированы ожоги 2 и 3 степени более 10 процентов поверхности тела, от последствий которых он впоследствии проходил продолжительное лечение. Алексей Емельянов заявил, что не стал обращаться в полицию, так как Герман утверждал, что  пожар был вызван лишь тем обстоятельством, что Алексей  заснул с непотушенной сигаретой, хотя он это всячески отрицал. 
В 2018 году по ходатайству его адвокатов Герман Христан был отправлен в одну из психиатрических клиник Санкт-Петербурга для проведения судебно-медицинской экспертизы, по результатам которой у него было выявлено «смешанное расстройство личности», но он был признан вменяемым. Судебный процесс открылся в начале 2019 года в Ленинградском областном суде. 23 марта 2019 года Герман Христан был признан виновным в совершении 4 убийств, после чего суд назначил ему уголовное наказание в виде пожизненного лишения свободы. Смягчающих обстоятельств для него не нашлось ни у прокуратуры, ни у его адвокатов. Свою вину Христан не признал.

### В заключении
После осуждения Герман Христан был этапирован для отбытия наказания в «Исправительную колонию № 6 Управления Федеральной службы исполнения наказаний по Республике Мордовия», более известную как «Торбеевский централ». В 2023 году он связался со Следственным управлением Следственного комитета России по Ленинградской области и дал признательные показания в совершении убийства в 2013 году, после чего покинул территорию исправительной колонии и был доставлен в одно из СИЗО Санкт-Петербурга. Свидетельница убийства после дачи Христаном признательных показаний в 2023 году была найдена и стала сотрудничать со следствием. Она подтвердила версию Германа Христана. 12 марта 2025 года суд в Санкт-Петербурге признал его виновным в совершении этого убийства и назначил ему уголовное наказание в виде нескольких лет лишения свободы, которое было поглощено его пожизненным сроком.

## В массовой культуре
- Документальный фильм «Детская месть» из цикла «По следу монстра» (2021)